# مملكة بهاولبور
مملكة بهاولبور أو إمارة بهاولبور أو إمارة جنوب السند أسسها الهاشميون تنتمي الأسرة الحاكمة في بهاولبور إلى الخلفاء العباسيين المصريين وكان يطلق عليهم مسمى (نائب خليفة) وقد تأسست قبل سقوط الخلافة العباسية بمصر. بعد هزيمة العباسيين على يد المغول. بقيت المملكة قائمة إلى أن سيطر عليها مغول الهند. تقع أراضي المملكة حاليًا ضمن النطاق الباكستاني وأشهر مدنها كراتشي.قامت في بلاد السند عام 1702 على يد الأمير محمد المبارك خان العباسي ولم يتم القضاء بواسطة الحرب على هذه الإمارة، بل إنه وفي أعقاب استقلال الهند عام 1947 وتقسيمها إلى دولتين هما الهند وباكستان اختار آخر الأمراء العباسيين في بهاولبور الانضمام طوعًا إلى باكستان في 5 أكتوبر 1947.

## تاريخيًا
امتدت حدود المملكة من كتماندو في نيبال حتى كراتشي، وهوجمت من قبل الكثير من الدول المجاورة، على الأخص دولة المغول في الهند.